# 灯台社
灯台社（とうだいしゃ）は、アメリカ合衆国に本部を置くワッチタワーの日本支部としてかつて存在していた団体。

## 概要
1926年9月6日、アメリカ在住の日本人、明石順三がワッチタワーの任命を受けて来日、同社の日本支部として「灯台社」を結成する。翌1927年の初頭に彼は神戸に支部を開設するが、その年の後半には東京の銀座へと移転、さらに荻窪へと移転し、そこに印刷工場を設置した。彼らは聖書を無謬の記録として唯一神を信仰して偶像崇拝を禁じ、また戦争を聖書が唱える殺人罪にあたるとして兵役拒否を唱えていた。
1933年5月に治安維持法違反の嫌疑により明石を含む数名が逮捕されるが、証拠不十分として釈放される。ところが1939年になって明石の息子と他の信者1名が徴兵には応じていたものの信仰上の理由で銃器を返納した。二人への判決が出てから間もなく、日本（6月21日）、台湾（6月22日）、朝鮮（6月29日）の130人の灯台社関係者が一斉検挙され、翌年には強制閉鎖を命じられ、1942年には資産の没収・強制売却処分を受けた。裁判で明石らは自分たちの活動は日本の国家や天皇と矛盾するものではなく、天皇の神的権威を否定しているに過ぎないと述べる一方、現在の日本はこのままでは滅びると唱え、自分はそれを理解していない1億の国民と戦っていると述べた。その結果、明石らは有罪判決を受け、日本が終戦を迎えるまでその活動は停止状態にあった。
太平洋戦争終結後、明石らは釈放された。1947年に明石は活動再興のための日本支部統括を引き受けるにあたり、本部のネイサン・ノア会長に対して協会の有り方に関する公開質問状を8月25日付で送付した。これは、ノア会長ら本部が進める路線が協会の「世俗化」であると批判する内容であったとされ、これに対しノア会長は「牧師会の会員中より除名」との書状を送付した。これに対して、明石も本部との絶縁を宣言して灯台社は実質上消滅した。このため、ワッチタワーは、1949年に新たに宣教者を日本に派遣して新たな日本支部・宗教法人ものみの塔聖書冊子協会を創設することになる。